# Michele Saccomanno
Michele Saccomanno (Torre Santa Susanna, 13 novembre 1951) è un politico italiano.

## Carriera
In Puglia è stato assessore regionale alla sanità dal 1995 al 2000, assessore all'ambiente dal 2000 al 2005, e presidente del gruppo di AN nel consiglio regionale dal 2005 al 2008. Durante l'assessorato all'ambiente ha realizzato in Puglia le prime tre edizioni di Mediterre, la fiera dei parchi del Mediterraneo, con la partecipazione di 23 nazioni rivierasche.
È stato poi nominato assessore regionale alla sanità. Durante il suo mandato è scoppiato il caso "Di Bella" ed a sua firma è stata approvata, prima in Italia, in giunta regionale l'inclusione nei LEA regionali dei farmaci della "cura Di Bella". Ne è derivata una legge cosiddetta "Di Bella" per i farmaci "off label", utilizzata anche per le prostaglandine, da prescrivere come farmaco favorente l'espulsione del materiale abortivo dopo la RU486.
È presidente dell'associazione sindacale ortopedica "nuova ASCOTI" e presidente della fondazione "FEMOR", dedita alla formazione sanitaria anche per terzo mondo e zone di guerra.
Dal 1º giugno 2015 è sindaco di Torre Santa Susanna.
Dal maggio 2016 è Presidente della società scientifica SOTIMI (Società di Ortopedia e Traumatologia dell'Italia Meridionale e Insulare)